# Đồng Hới
Đồng Hới là thành phố tỉnh lỵ cũ của tỉnh Quảng Bình, Việt Nam.

## Lịch sử
Đồng Hới đã từng là nơi chúa Nguyễn xây thành Đồng Hới, lũy Thầy để làm tiền tuyến chống đỡ cho Đàng Trong trong thời kỳ chiến tranh Trịnh-Nguyễn. Trong thời kỳ chiến tranh Việt Nam bị không lực Hoa Kỳ san phẳng và sau chiến tranh thị xã được xây dựng lại.
Các hiện vật khai quật tại Bàu Tró đã cho thấy người Việt đã đến định cư ở khu vực này từ 5000 năm. Trải qua một thời kỳ dài trong lịch sử, đây là khu vực tranh chấp giữa Vương quốc Champa và Đại Việt. Lịch sử Đồng Hới có thể xem bắt đầu từ thời kỳ Lý Thường Kiệt đưa quân vào dẹp loạn Chiêm Thành và xây dựng nơi đây thành trấn biên cho Đại Việt. Lịch sử đô thị Đồng Hới có lẽ được tính từ thời kỳ chúa Nguyễn Hoàng vượt dãy Hoành Sơn để tránh bị Chúa Trịnh tiêu diệt. Các đời Chúa Nguyễn sau này đã cho xây dựng Thành Đồng Hới để làm trấn biên phía bắc Đàng Trong chống lại các cuộc tấn công của Chúa Trịnh. Đào Duy Từ, một nhà chính trị, quân sự quê ở Thanh Hóa, đã đi theo Chúa Nguyễn vào Nam lập nghiệp và đã chỉ đạo xây dựng Thành Đồng Hới. Cùng với việc xây dựng thành là việc phát triển thị (chợ búa, dân cư) sinh sống trong và xung quanh khu vực thành. Ngày nay, dấu vết còn lại của Thành Đồng Hới và Quảng Bình Quan vẫn còn hiện diện. 

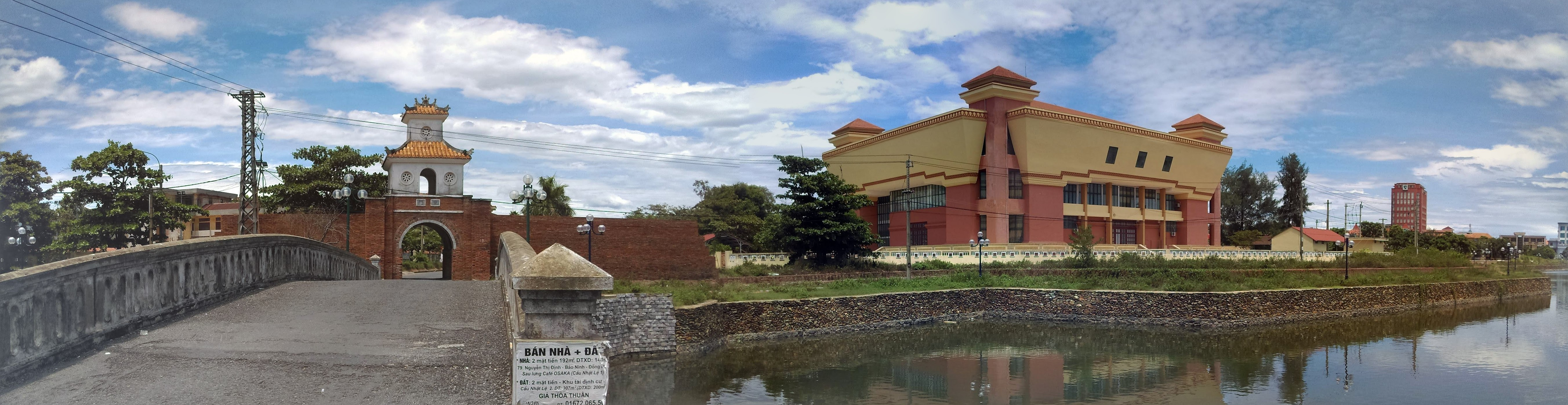
Mặt sau Bảo tàng Tổng hợp Quảng Bình (bên phải) và một đoạn thành cổ với cổng thành (bên trái).

Trong thời kỳ Pháp thuộc, Đồng Hới là một thị trấn nhỏ tỉnh lỵ của Quảng Bình. Nơi đây đã có trường Saint Marie. Trong thời kỳ kháng chiến chống Pháp, quân đội Pháp đã sử dụng sân bay Đồng Hới để chống phá Việt Minh và Pathet Lào ở khu vực Bắc Trung Bộ và Trung Nam Lào. Trong thời kỳ Không quân Mỹ đánh phá miền Bắc Việt Nam, cũng như Quảng Bình, Đồng Hới bị bom B-52 của Không quân Mỹ tàn phá nặng nề. Chứng tích của sự tàn phá này còn sót lại hiện nay có thể thấy là Nhà thờ Tam Tòa.

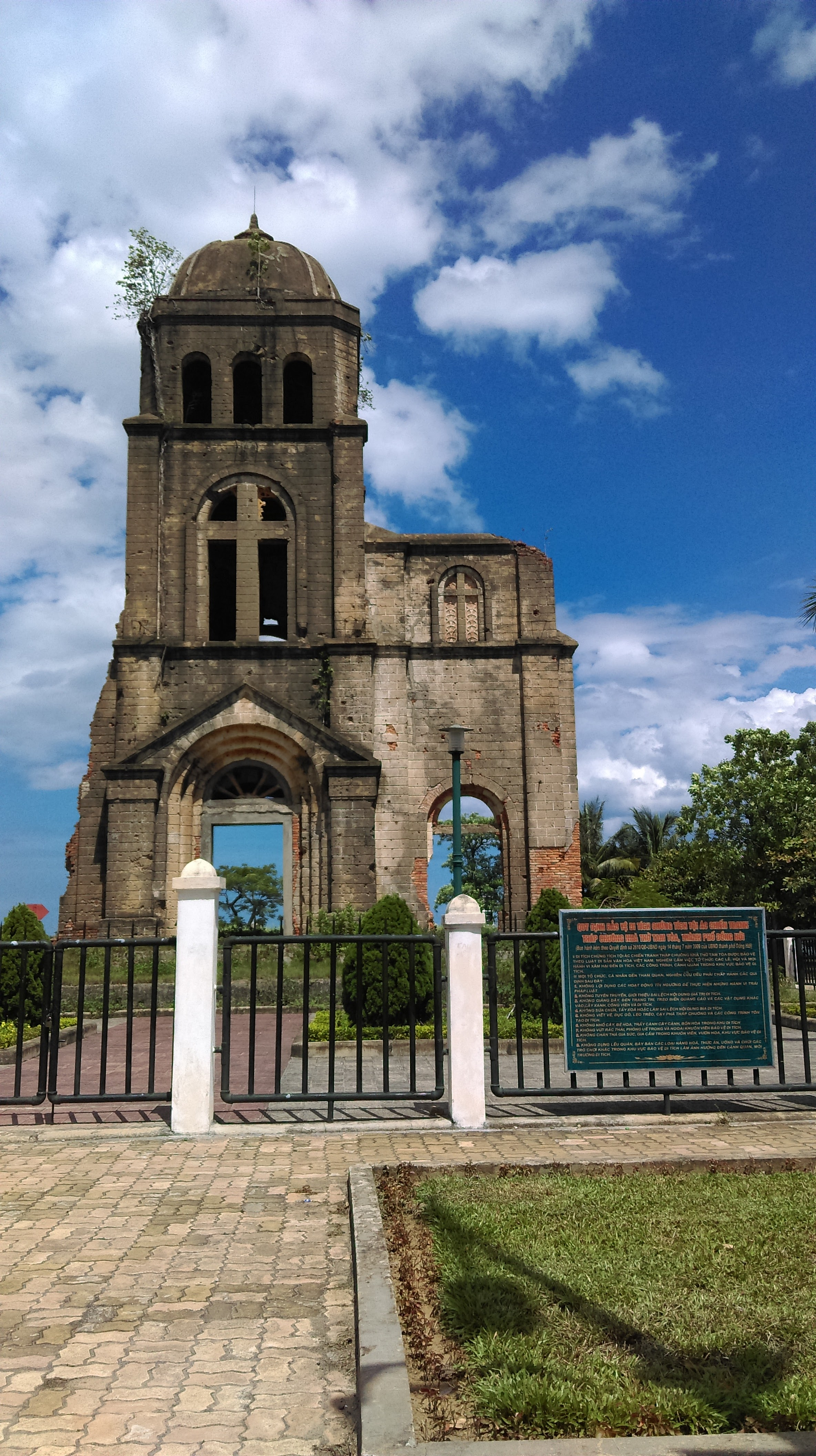
Di tích Nhà thờ Tam Tòa

Sau năm 1975, tỉnh Quảng Bình hợp nhất với hai tỉnh Quảng Trị và Thừa Thiên thành tỉnh Bình Trị Thiên, thị xã Đồng Hới thuộc tỉnh Bình Trị Thiên, ban đầu, thị xã có 4 phường trực thuộc, bao gồm 4 phường: Đồng Phú, Đồng Sơn, Hải Thành và Phú Hải.
Ngày 18 tháng 1 năm 1979, sáp nhập 5 xã: Nghĩa Ninh, Lộc Ninh, Lý Ninh, Đức Ninh và Bảo Ninh thuộc huyện Lệ Ninh về thị xã Đồng Hới quản lý.
Ngày 2 tháng 4 năm 1985, sáp nhập 2 xã: Lương Ninh và Vĩnh Ninh thuộc huyện Lệ Ninh về thị xã Đồng Hới quản lý.
Ngày 13 tháng 6 năm 1986, chia xã Lộc Ninh thành 2 xã: Lộc Ninh và Quang Phú.
Ngay sau khi tỉnh Bình Trị Thiên được tách ra như cũ vào ngày 30 tháng 6 năm 1989, thì thị xã Đồng Hới trở thành tỉnh lị của tỉnh Quảng Bình và được đầu tư nâng cấp cơ sở hạ tầng.
Ngày 29 tháng 9 năm 1990, sáp nhập 2 xã: Lương Ninh và Vĩnh Ninh về huyện Quảng Ninh vừa tái lập.
Ngày 9 tháng 11 năm 1991, chia xã Lý Ninh thành 2 phường: Bắc Lý và Nam Lý.
Ngày 4 tháng 8 năm 1992, thành lập 2 phường: Đồng Mỹ và Hải Đình trên cơ sở điều chỉnh một phần diện tích tự nhiên và dân số của phường Đồng Phú.
Ngày 30 tháng 5 năm 1998, thành lập xã Thuận Đức trên cơ sở 4.322 ha diện tích tự nhiên với 2.412 nhân khẩu của phường Đồng Sơn; 206 ha diện tích tự nhiên với 238 nhân khẩu của phường Bắc Lý và 350 nhân khẩu của xã Đức Ninh hiện đang xây dựng vùng kinh tế mới nằm ở phía tây của phường Đồng Sơn. Xã Thuận Đức có 4.528 ha diện tích tự nhiên và 3.000 nhân khẩu.
Ngày 28 tháng 10 năm 2003, thị xã Đồng Hới được Bộ Xây dựng công nhận là đô thị loại III theo quyết định số Quyết định số 1425/QĐ-BXD.
Ngày 2 tháng 1 năm 2004, Chính phủ ban hành Nghị định 07/2004/NĐ-CP. Theo đó:
- Thành lập phường Đức Ninh Đông trên cơ sở 313,69 ha diện tích tự nhiên và 5.037 nhân khẩu của xã Đức Ninh.
- Thành lập phường Bắc Nghĩa trên cơ sở 776,10 ha diện tích tự nhiên và 6.220 nhân khẩu của xã Nghĩa Ninh.

Ngày 16 tháng 8 năm 2004, Chính phủ ban hành Nghị định 156/2004/NĐ-CP.Theo đó, thành lập thành phố Đồng Hới trên cơ sở toàn bộ diện tích tự nhiên, dân số và các đơn vị hành chính cấp xã của thị xã Đồng Hới.
Thành phố Đồng Hới có 15.554 ha diện tích tự nhiên và 130.636 nhân khẩu với 16 đơn vị hành chính cấp xã trực thuộc, bao gồm 10 phường: Nam Lý, Bắc Lý, Đồng Phú, Phú Hải, Đồng Sơn, Đồng Mỹ, Hải Đình, Hải Thành, Bắc Nghĩa, Đức Ninh Đông và 6 xã: Nghĩa Ninh, Đức Ninh, Bảo Ninh, Lộc Ninh, Thuận Đức, Quang Phú.
Ngày 30 tháng 7 năm 2014, Thủ tướng Chính phủ ban hành Quyết định 1270/QĐ-TTg công nhận thành phố Đồng Hới là đô thị loại II trực thuộc tỉnh Quảng Bình.
Ngày 1 tháng 2 năm 2020, sáp nhập toàn bộ 0,56 km² diện tích tự nhiên với 2.503 người của phường Đồng Mỹ và toàn bộ 1,37 km² diện tích tự nhiên với 3.454 người của phường Hải Đình thành phường Đồng Hải. Phường Đồng Hải có 1,93 km² diện tích tự nhiên và quy mô dân số 5.957 người.
Thành phố Đồng Hới có 15 đơn vị hành chính cấp xã, bao gồm 9 phường và 6 xã như hiện nay.

## Địa lý
Thành phố Đồng Hới nằm giữa Quốc lộ 1 và đường Hồ Chí Minh và bên tuyến đường sắt Bắc-Nam với ga Đồng Hới là một trong những ga chính, cách thủ đô Hà Nội 500 km về phía Bắc, cách thành phố Đà Nẵng 267 km về phía Nam, cách Thành phố Hồ Chí Minh 1.220 km về phía Nam, có sông Nhật Lệ chảy qua, có vị trí địa lý:
- Phía bắc và tây giáp huyện Bố Trạch
- Phía nam giáp huyện Quảng Ninh
- Phía đông giáp Biển Đông với 12 km bờ biển cát trắng.

Thành phố Đồng Hới có diện tích 155,87 km², dân số năm 2020 là 136.078 người, mật độ dân số đạt 873 người/km².

### Địa hình
Đồng Hới nằm gần cửa sông Nhật Lệ. Nguồn nước ngọt cung cấp cho thành phố được lấy từ Bàu Tró - một hồ nước ngọt tại thành phố, nơi lưu trữ nhiều hiện vật của văn hóa Bàu Tró. Đồng Hới có 12 km bờ biển với các bãi tắm đẹp (Nhật Lệ, Bảo Ninh, Quang Phú). Sông Nhật Lệ chảy qua Đồng Hới là một con sông đẹp, là con sông do Sông Kiến Giang và Sông Long Đại hợp thành. Phía tây Đồng Hới là dãy núi bao bọc mà theo quan niệm Phong thủy là "hậu chẩm", phía trước là sông và biển có đồi cát Bảo Ninh án ngữ như bức bình phong. Nếu tin theo thuật phong thủy thì đây là "cát địa". Trước đây, Bảo Ninh bị cách trở với Đồng Hới nhưng sau khi có cầu Nhật Lệ, khu vực này đã đô thị hóa, là nơi có các khu nghỉ dưỡng.
Di sản thiên nhiên thế giới vườn quốc gia Phong Nha-Kẻ Bàng cách Đồng Hới 40 km về phía tây bắc.
Thành phố Đồng Hới nằm về phía đông của dãy Trường Sơn, địa hình thành phố có đặc thù nghiêng dần từ Tây sang Đông, chia thành các khu vực sau:
- Vùng gò đồi phía Tây: chiếm 15% diện tích tự nhiên với các dãy đồi lượn sóng vắt ngang từ Bắc xuống Nam tại khu vực phía Tây thành phố trên địa bàn các xã phường Đồng Sơn, Nghĩa Ninh, Thuận Đức với cao độ trung bình từ 12–15 m, độ dốc trung bình 7–10%. Thổ nhưỡng của vùng này có đặc điểm độ phì thấp, đất đai nghèo chất dinh dưỡng, tầng đất màu không dày, thuận lợi để phát triển cây lâm nghiệp, cây công nghiệp dài ngày và cây ăn quả.
- Vùng bán sơn địa xen kẽ đồng bằng: chiếm 37% diện tích tự nhiên với cao độ trung bình từ 5–10 m (nơi cao nhất 18 m và thấp nhất là 2,5 m), độ dốc trung bình từ 5–10%. Đây là một vòng cung có dạng gò đồi thấp xen kẽ đồng bằng hẹp bao bọc lấy khu vực đồng bằng, kéo dài từ Bắc - Đông Bắc đến Tây Bắc–Tây Nam và Nam–Đông Nam, phân bố dọc theo các phường xã Quang Phú, Lộc Ninh, Bắc Lý, Bắc Nghĩa, Thuận Đức, Đồng Sơn, Nghĩa Ninh, là vùng sản xuất lương thực hoa màu, đặc biệt là vành đai rau xanh phục vụ cho thành phố.
- Vùng đồng bằng: chiếm khoảng 38% diện tích tự nhiên, thuộc khu vực trung tâm trên địa bàn các phường xã: Đồng Phú, Đồng Mỹ, Hải Đình, Phú Hải, Đức Ninh Đông, Đức Ninh, Nam Lý, Bắc Lý. Địa hình tương đối bằng phẳng, đồng ruộng xen lẫn sông, hồ, kênh rạch, độ dốc nhỏ khoảng 0,2%, cao độ trung bình 2–4 m, nơi thấp nhất là 0,5 m; đây là nơi tập trung mật độ dân cư cao cùng với các cơ sở hạ tầng kinh tế chủ yếu của thành phố, thuận lợi cho việc phát triển các lĩnh vực công nghiệp và dịch vụ.
- Vùng cát ven biển: nằm về phía Đông thành phố, chiếm khoảng 10% diện tích tự nhiên, địa hình gồm các dải đồi cát nối liền chạy song song bờ biển, có nhiều bãi ngang và cửa lạch, độ chia cắt nhỏ với cao độ trung bình 10 m, thấp nhất là 3 m, phân bố đều trên địa bàn: Quang Phú, Hải Thành, Bảo Ninh, thuận lợi cho phát triển thủy sản, du lịch biển và một số chương trình rau sạch.[26]

### Khí hậu
Đồng Hới nằm trong khu vực nhiệt đới gió mùa và chịu ảnh hưởng của khí hậu đại dương. Tính chất khí hậu chuyển tiếp giữa miền Bắc và miền Nam, với đặc trưng khí hậu nhiệt đới điển hình ở phía Nam và có mùa đông lạnh ở miền Bắc với hai mùa rõ rệt trong năm: mùa khô và mùa mưa.
- Chế độ nhiệt

Nhiệt độ trung bình năm là 24,4 °C, nhiệt độ thấp nhất (tháng 12, tháng 1) khoảng 7,8–9,4 °C, nhiệt độ cao nhất (tháng 6, tháng 7) khoảng 40,1–40,6 °C. Tổng tích ôn đạt trị số 8.600–9.000 °C; biên độ nhiệt chênh lệch ngày đêm từ 5–8 °C; số giờ nắng trung bình trong ngày là 5,9 giờ.
- Chế độ mưa:

Lượng mưa trung bình hằng năm từ 1.300 - 4.000 mm,
phân bố không đều giữa các tháng trong năm. Mùa mưa tập trung từ tháng 9 đến tháng 11, chiếm 75 - 80% tổng lượng mưa cả năm, liên quan nhiều đến áp thấp nhiệt đới, hoàn lưu bão và hoạt động của gió mùa Đông Bắc, nên thường gây ngập lụt trên diện rộng. Mùa khô từ tháng 12 đến tháng 8 năm sau, lượng mưa ít, trùng với mùa khô hanh nắng gắt, gắn với gió Tây Nam khô nóng, lượng bốc hơi lớn gây nên hiện tượng thời tiết cực đoan khô hạn ảnh hưởng lớn đến sản xuất và đời sống. Tháng có lượng mưa lớn nhất là tháng 9, tháng 10 (502 – 668 mm), tháng có lượng mưa thấp nhất là tháng 3, tháng 4 (44 – 46 mm).
- Chế độ gió: Có 2 mùa gió chính,

Gió mùa đông Bắc xuất hiện từ tháng 11 năm trước đến tháng 3 năm sau thường kèm theo mưa phùn, giá lạnh
Gió Tây Nam (gió Lào) xuất hiện từ tháng 4 đến tháng 8 gây khô nóng và hạn hán.
- Bão thường xuyên xuất hiện trong năm với tần suất 1-2 cơn/năm, tập trung vào các tháng 9,10,11, bão xuất hiện với cường độ mạnh với sức tàn phá dữ dội.

| Dữ liệu khí hậu của Đồng Hới                                   | Dữ liệu khí hậu của Đồng Hới | Dữ liệu khí hậu của Đồng Hới | Dữ liệu khí hậu của Đồng Hới | Dữ liệu khí hậu của Đồng Hới | Dữ liệu khí hậu của Đồng Hới | Dữ liệu khí hậu của Đồng Hới | Dữ liệu khí hậu của Đồng Hới | Dữ liệu khí hậu của Đồng Hới | Dữ liệu khí hậu của Đồng Hới | Dữ liệu khí hậu của Đồng Hới | Dữ liệu khí hậu của Đồng Hới | Dữ liệu khí hậu của Đồng Hới | Dữ liệu khí hậu của Đồng Hới |
| Tháng                                                          | 1                            | 2                            | 3                            | 4                            | 5                            | 6                            | 7                            | 8                            | 9                            | 10                           | 11                           | 12                           | Năm                          |
| -------------------------------------------------------------- | ---------------------------- | ---------------------------- | ---------------------------- | ---------------------------- | ---------------------------- | ---------------------------- | ---------------------------- | ---------------------------- | ---------------------------- | ---------------------------- | ---------------------------- | ---------------------------- | ---------------------------- |
| Cao kỉ lục °C (°F)                                             | 34.7 (94.5)                  | 37.2 (99.0)                  | 39.8 (103.6)                 | 41.2 (106.2)                 | 42.2 (108.0)                 | 41.8 (107.2)                 | 40.9 (105.6)                 | 41.5 (106.7)                 | 40.9 (105.6)                 | 39.6 (103.3)                 | 38.7 (101.7)                 | 32.7 (90.9)                  | 42.2 (108.0)                 |
| Trung bình ngày tối đa °C (°F)                                 | 21.7 (71.1)                  | 22.3 (72.1)                  | 24.9 (76.8)                  | 28.8 (83.8)                  | 32.4 (90.3)                  | 34.0 (93.2)                  | 33.9 (93.0)                  | 33.1 (91.6)                  | 30.9 (87.6)                  | 28.2 (82.8)                  | 25.5 (77.9)                  | 22.6 (72.7)                  | 28.2 (82.8)                  |
| Trung bình ngày °C (°F)                                        | 18.8 (65.8)                  | 19.5 (67.1)                  | 21.7 (71.1)                  | 24.9 (76.8)                  | 28.1 (82.6)                  | 29.8 (85.6)                  | 29.8 (85.6)                  | 29.0 (84.2)                  | 27.1 (80.8)                  | 25.1 (77.2)                  | 22.6 (72.7)                  | 19.7 (67.5)                  | 24.7 (76.5)                  |
| Tối thiểu trung bình ngày °C (°F)                              | 16.6 (61.9)                  | 17.6 (63.7)                  | 19.7 (67.5)                  | 22.4 (72.3)                  | 25.0 (77.0)                  | 26.8 (80.2)                  | 26.7 (80.1)                  | 26.0 (78.8)                  | 24.3 (75.7)                  | 22.5 (72.5)                  | 20.3 (68.5)                  | 17.6 (63.7)                  | 21.1 (70.0)                  |
| Thấp kỉ lục °C (°F)                                            | 6.7 (44.1)                   | 8.0 (46.4)                   | 10.6 (51.1)                  | 11.7 (53.1)                  | 15.1 (59.2)                  | 19.2 (66.6)                  | 20.5 (68.9)                  | 19.9 (67.8)                  | 17.8 (64.0)                  | 14.6 (58.3)                  | 12.0 (53.6)                  | 7.8 (46.0)                   | 6.7 (44.1)                   |
| Lượng Giáng thủy trung bình mm (inches)                        | 59.4 (2.34)                  | 39.9 (1.57)                  | 43.2 (1.70)                  | 60.8 (2.39)                  | 115.6 (4.55)                 | 78.9 (3.11)                  | 75.5 (2.97)                  | 166.1 (6.54)                 | 472.5 (18.60)                | 649.1 (25.56)                | 318.7 (12.55)                | 125.1 (4.93)                 | 2.189,7 (86.21)              |
| Số ngày giáng thủy trung bình                                  | 11.8                         | 11.2                         | 11.3                         | 9.2                          | 10.1                         | 7.3                          | 7.2                          | 11.0                         | 15.8                         | 19.3                         | 17.4                         | 14.2                         | 145.2                        |
| Độ ẩm tương đối trung bình (%)                                 | 87.5                         | 89.4                         | 89.0                         | 86.7                         | 79.5                         | 72.2                         | 70.6                         | 75.3                         | 83.5                         | 86.0                         | 85.3                         | 85.4                         | 82.5                         |
| Số giờ nắng trung bình tháng                                   | 89.9                         | 74.5                         | 106.3                        | 159.1                        | 232.8                        | 224.3                        | 234.6                        | 198.1                        | 168.1                        | 129.2                        | 95.6                         | 73.3                         | 1.783,9                      |
| Số giờ nắng trung bình ngày                                    | 2.9                          | 2.6                          | 3.4                          | 5.3                          | 7.5                          | 7.4                          | 7.5                          | 6.3                          | 5.4                          | 4.3                          | 3.1                          | 2.3                          | 4.4                          |
| Nguồn 1: Vietnam Institute for Building Science and Technology |                              |                              |                              |                              |                              |                              |                              |                              |                              |                              |                              |                              |                              |
| Nguồn 2: Niên giám Đông Dương                                  |                              |                              |                              |                              |                              |                              |                              |                              |                              |                              |                              |                              |                              |

### Thủy văn

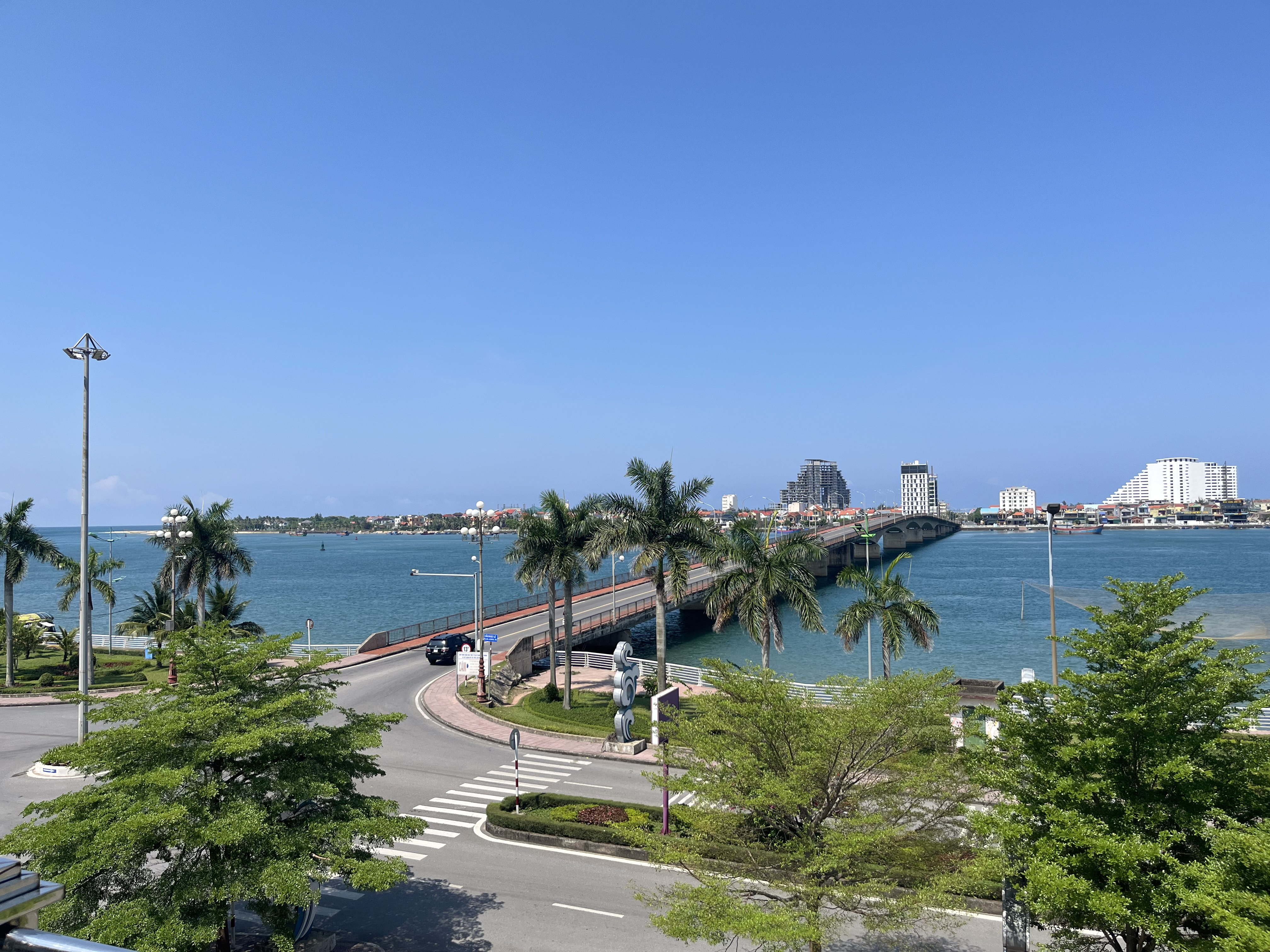
Sông Nhật Lệ đoạn qua thành phố Đồng Hới, với cầu Nhật Lệ bắc qua, sang bán đảo Bảo Ninh.

Vùng thành phố thuộc lưu vực sông Nhật Lệ, một trong 5 con sông chính của tỉnh Quảng Bình. Sông Nhật Lệ do hai nhánh của hệ thống sông Đại Giang và Kiến Giang hợp thành đổ ra biển Đông qua giữa lòng thành phố, tạo ra cảnh quan môi trường đẹp. Ngoài ra còn có các sông Mỹ Cương là một nhánh nhỏ đổ ra sông Lệ Kỳ, sông Lệ Kỳ là một nhánh nhỏ đổ ra sông Nhật Lệ và sông Cầu Rào là những sông ngắn nhỏ nhưng đóng vai trò quan trọng trong việc tiêu thoát nước của thành phố.
Nhìn chung hệ thống sông ngòi trên địa bàn thành phố có đặc điểm chung là chiều dài ngắn, dốc, tốc độ dòng chảy lớn. Sự phân bố dòng chảy theo mùa rõ rệt và chịu ảnh hưởng mạnh mẽ của mưa lũ ở thượng nguồn và chế độ thủy triều ở cửa sông. Trong mùa mưa, lượng nước chảy dồn từ các sườn núi xuống các thung lũng hẹp, tập trung về các con sông trên địa bàn, cùng với triều cường làm nước sông lên rất nhanh gây lũ và ngập lụt lớn trên diện rộng. Ngược lại về mùa khô, mực nước sông xuống thấp, dòng chảy nhỏ đã hạn chế phần nào đến sản xuất và sinh hoạt của nhân dân, ở các vùng đất thấp và hạ lưu các con sông thường bị xâm nhập mặn khá sâu về phía thượng nguồn, ảnh hưởng xấu tới sản xuất nông nghiệp. Tuy nhiên, có thể vận dụng đặc điểm này để quy hoạch phát triển nuôi trồng thủy sản nước mặn, lợ.
Về đặc điểm thủy triều, vùng biển Đồng Hới và sông Nhật Lệ chịu ảnh hưởng của chế độ bán nhật triều ngày với 2 đỉnh triều xen kẽ, biên độ triều cường trung bình 1,2 m, có thể lợi dụng để tàu thuyền ra vào và neo đậu tại các cửa sông.

## Hành chính
Thành phố Đồng Hới có 15 đơn vị hành chính cấp xã trực thuộc, bao gồm 9 phường: Bắc Lý, Bắc Nghĩa, Đồng Hải, Đồng Phú, Đồng Sơn, Đức Ninh Đông, Hải Thành, Nam Lý, Phú Hải và 6 xã: Bảo Ninh, Đức Ninh, Lộc Ninh, Nghĩa Ninh, Quang Phú, Thuận Đức.
| Tên           | Diện tích (km²) | Dân số 2020 (người) | Mật độ dân số (người/km²) |
| ------------- | --------------- | ------------------- | ------------------------- |
| Phường (9)    |                 |                     |                           |
| Bắc Lý        | 9,95            | 22.771              | 2.289                     |
| Bắc Nghĩa     | 7,49            | 8.747               | 1.168                     |
| Đồng Hải      | 1,93            | 6.122               | 3.172                     |
| Đồng Phú      | 3,82            | 10.937              | 2.886                     |
| Đồng Sơn      | 19,55           | 9.432               | 482                       |
| Đức Ninh Đông | 2,78            | 6.325               | 2.275                     |
| Hải Thành     | 2,45            | 6.615               | 2.700                     |
| Nam Lý        | 4,01            | 17.926              | 4.437                     |

| Tên        | Diện tích (km²) | Dân 2019 (người) | Mật độ dân số (người/km²) |
| ---------- | --------------- | ---------------- | ------------------------- |
| Phú Hải    | 3,13            | 4.382            | 1.400                     |
| Xã (6)     |                 |                  |                           |
| Bảo Ninh   | 17,67           | 10.798           | 611                       |
| Đức Ninh   | 5,56            | 9.153            | 1.646                     |
| Lộc Ninh   | 13,32           | 9.557            | 717                       |
| Nghĩa Ninh | 15,70           | 5.463            | 348                       |
| Quang Phú  | 3,22            | 3.205            | 995                       |
| Thuận Đức  | 45,30           | 4.645            | 103                       |

Ngày 19/3/2025 Thành phố Đồng Hới đã trình UBND tỉnh xem xét sắp xếp đơn vị hành chính từ 15 xã, phường xuống còn 3 phường, đồng thời mở rộng địa giới hành chính lên 221km2, theo đó: 
- Phường thứ nhất dự kiến sáp nhập các xã, phường: Đồng Hải, Đồng Phú, Hải Thành, Đức Ninh, Đức Ninh Đông, Phú Hải, Bảo Ninh và đề xuất mở rộng địa giới ra thị trấn Quán Hàu, xã Lương Ninh, huyện Quảng Ninh.
- Phường thứ hai dự kiến sáp nhập các xã, phường: Nam Lý, Bắc Lý, Lộc Ninh, Quang Phú và đề xuất mở rộng địa giới ra xã Nam Trạch và một phần xã Nhân Trạch (huyện Bố Trạch).
- Phường thứ ba dự kiến sáp nhập các xã, phường: Nghĩa Ninh, Đồng Sơn, Bắc Nghĩa, Thuận Đức và đề xuất mở rộng địa giới ra xã Vĩnh Ninh, huyện Quảng Ninh

Việc mở rộng địa giới hành chính của thành phố Đồng Hới nhằm tạo thêm không gian phát triển, giảm áp lực cho khu vực trung tâm, giúp đáp ứng các tiêu chí về dân số, quy mô diện tích và cơ sở hạ tầng cần thiết để hướng đến mục tiêu thành đô thị loại I.

## Kinh tế - xã hội

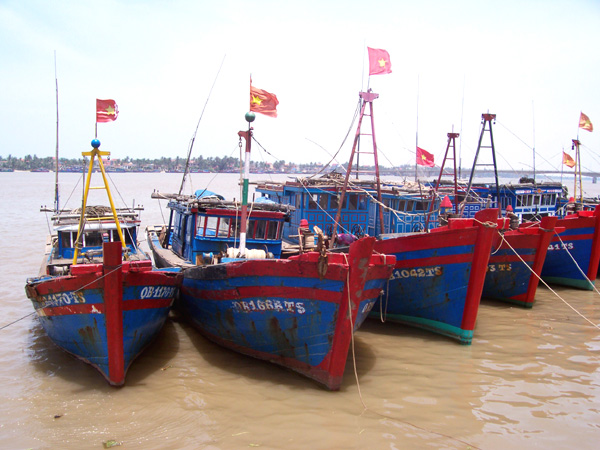
Thuyền bè neo đậu

Công nghiệp sản xuất vật liệu xây dựng (gạch sứ tráng men gốm, xi măng, nhôm), đánh bắt và nuôi trồng thủy-hải sản, thương mại. Trong giai đoạn 2015-2020, tăng trưởng GDP bình quân của Đồng Hới tăng trưởng đều 20%, sản xuất tiểu thủ công nghiệp theo hướng tăng dần tỷ trọng dịch vụ và công nghiệp trong cơ cấu kinh tế. Đồng Hới có 1698 doanh nghiệp tiểu thủ công nghiệp. GDP đầu người năm 2019 của Đồng Hới là 6850 USD ~ 150 triệu đồng, cao gấp 2,4 lần thu nhập bình quân đầu người của cả nước, tỷ lệ hộ nghèo chỉ còn 0.5%. Thu ngân sách năm 2019 đạt 5540,461 tỷ đồng. Thành phố này có 3 Khu công nghiệp tây bắc Đồng Hới, Bắc Đồng Hới và Phú Hải.

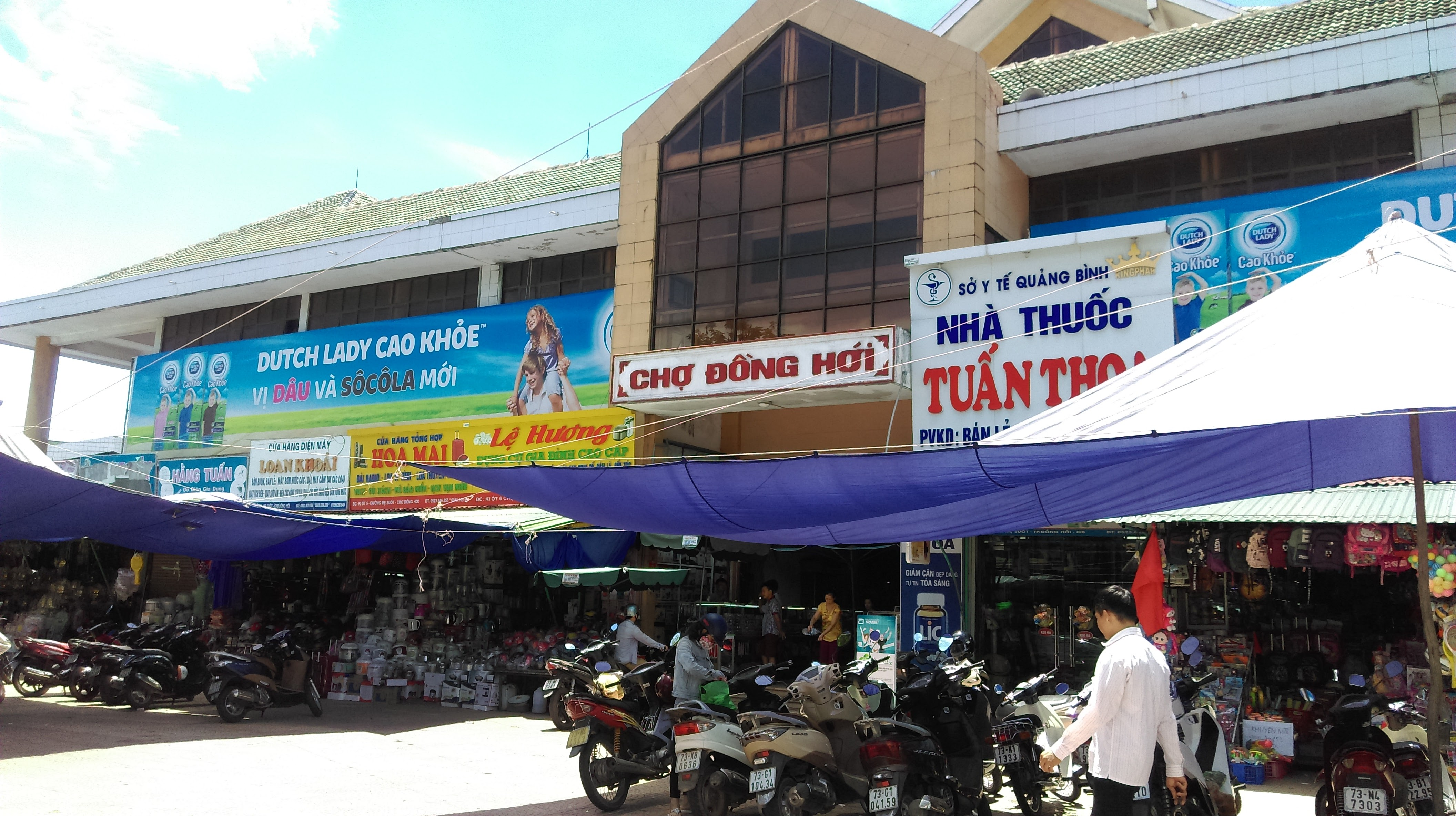
Chợ Đồng Hới

### Giáo dục
Theo số liệu thống kê 2016, toàn thành phố có 46 trường phổ thông (23 Tiểu học, 17 THCS, 5 THPT, 1 Trung học), bậc Mầm non có 19 trường, bậc Đại học có 1 trường.
- Danh sách trường THPT tại Đồng Hới

1. THPT Chuyên Võ Nguyên Giáp (THPT Chuyên Quảng Bình)
2. THPT Đào Duy Từ
3. THPT Phan Đình Phùng
4. THPT Đồng Hới
5. THPT DTNT tỉnh Quảng Bình
6. THCS và THPT Chu Văn An (Dân lập)THPT Dân tộc nội trú Quảng Bình

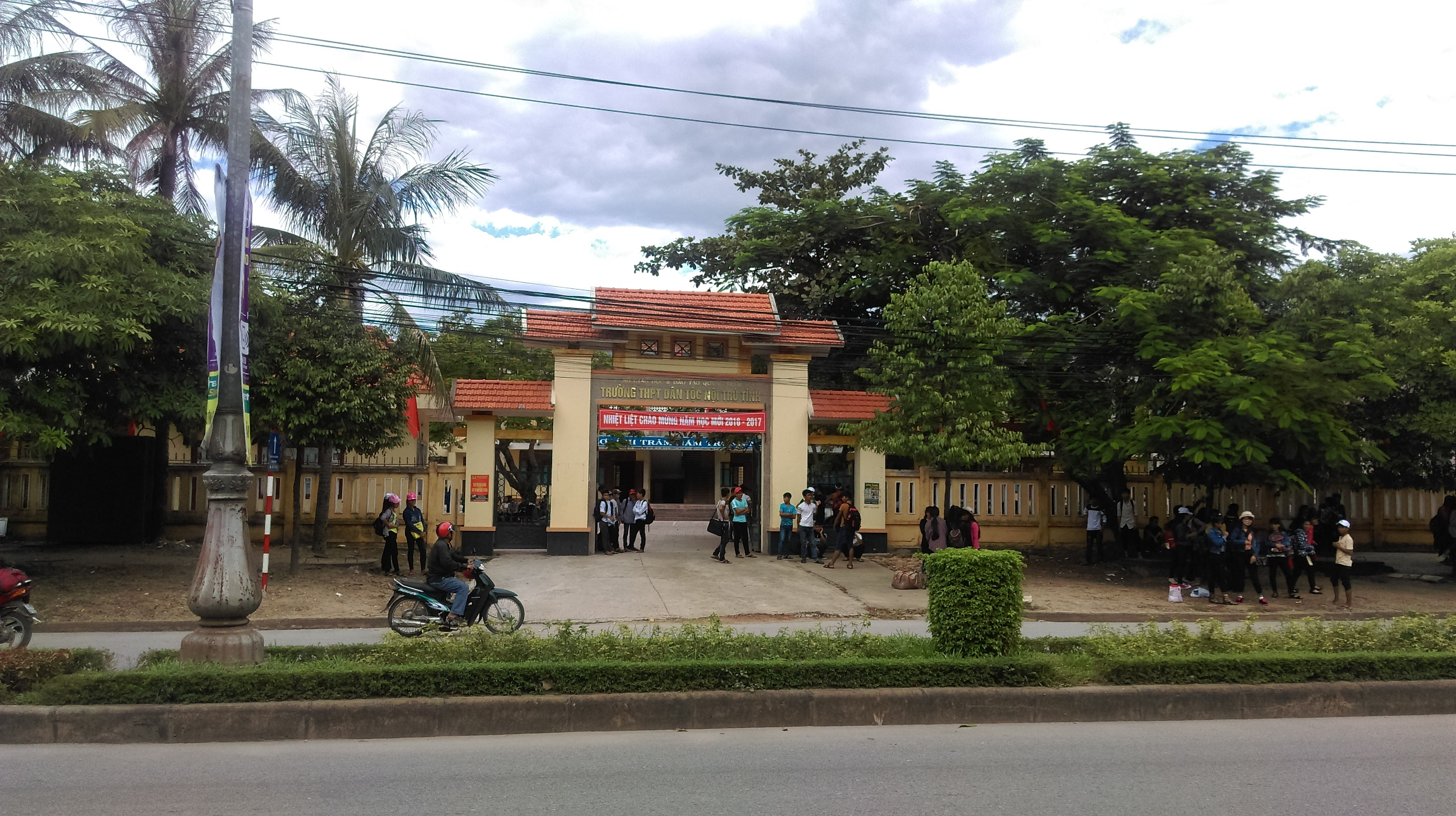
THPT Dân tộc nội trú Quảng Bình

Tỷ lệ học sinh tốt nghiệp trung học phổ thông năm học 2015-2016: Số học sinh dự thi: 9.710 học sinh, Tỷ lệ tốt nghiệp: 93,53%
Kỳ thi trung học phổ thông Quốc gia năm 2017, Quảng Bình có 9.933 thí sinh đăng ký dự thi, trong đó có 9.862 học sinh trung học phổ thông, 71 học sinh giáo dục thường xuyền, ngoài ra còn có 1.157 thí sinh tự do (5.677 thí sinh dự thi để xét tuyển sinh đại học, cao đẳng với 19.952 nguyện vọng tuyển sinh)
Năm học 2017-2018, chỉ có duy nhất Trường THPT Chuyên Võ Nguyên Giáp tổ chức thi tuyển vào lớp 10 trên toàn thành phố và tỉnh, các trường còn lại tuyển sinh theo hình thức xét tuyển.
- Mầm non

Nhiều trường mầm non ở TP Đồng Hới rơi vào tình trạng quá tải

## Văn hóa

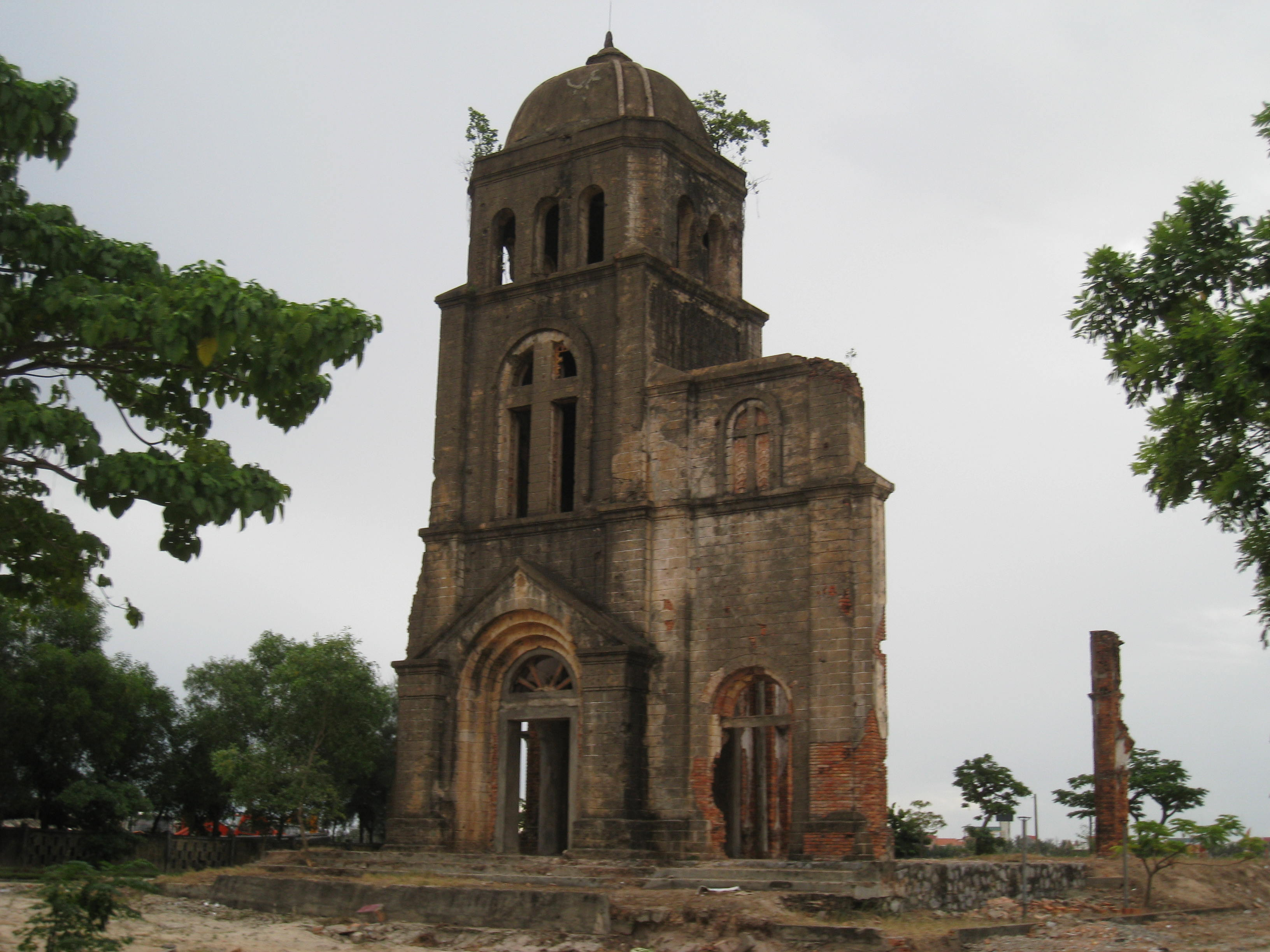
Di tích nhà thờ Tam Toà tại Đồng Hới

- Bàu Tró: Với những di chỉ được tìm thấy tại đây như các công cụ bằng sinh vật biển như ốc, sò... và các công cụ bằng đá. Qua nghiên cứu cho thấy chúng có niên đại khoảng 5000 năm. Mùa hè năm 1923, hai thông tin viên người Pháp thuộc Viện Viễn Đông Bác cổ là Max và Depiruy) đã phát hiện di chỉ khảo cổ học Bàu Tró. Cuối mùa hè năm 1923, nhà địa chất kiêm khảo cổ học Etinen Patte đã tổ chức khai quật Di chỉ Bàu Tró và công bố kết quả nghiên cứu trong một báo cáo trên tập san Trường Viễn Đông Bác Cổ nhan đề: "Về một di chỉ thời tiền sử đá mới, đống vỏ sò Ở Bàu Tró, Tam Tòa gần Đồng Hới". Hiện vật thu được còn tàng trữ tại Bảo tàng Lịch sử Việt Nam, gồm: 46 rìu đá, 140 mảnh tước, 2 hòn đá bằng thạch anh, 1 dụng cụ đá dùng để tu chỉnh ép, 14 bàn nghiền hạt, 1 chì lưới, một số thổ hoàng (đá son), 1 đốt xương sống cá, vỏ sò, mảnh gốm [32].
- Quảng Bình Quan: Đây là một chốt trên đường kinh lý Bắc Nam trước kia. Trước kia khi không có Cầu Dài, đường kinh lý Bắc Nam bắt đầu từ Đại Học Quảng Bình, đi về phía Quảng Bình Quan theo đường Hữu Nghị, Thống Nhất, Nguyễn Hữu Cảnh, rồi từ đó qua chợ bắt đò (thuyền) sang Bảo Ninh rồi tiếp tục đi Quảng Ninh, vào miền Nam. Sau này có cầu Dài thì người ta đi theo đường Quốc lộ 1 như hiện nay.
- Thành Đồng Hới: Đây là một bộ phận nằm trong tổng thể các di tích quân sự của Đồng Hới vào thời kì Trịnh - Nguyễn phân tranh. Thành Đồng Hới qua các thời kỳ (nhà Nguyễn - Pháp thuộc) là tỉnh lỵ của Quảng Bình. Trong thành có các công trình: nhà ở của Quan (Tỉnh Ủy hiện nay); Nhà lính (Bộ Chỉ Huy quân sự hiện nay); nhà tù (Hiện nay không còn sử dụng, giờ là chỗ Công ty công trình đô thị), nhà của cảnh sát (Sở cảnh sát hiện nay), sân vận động (Nay đã bị phá dỡ),... Tường thành được xây bằng gạch cao khoảng 6m. Nay di tích này chỉ còn một số đoạn lẻ tẻ ở Đồng Hới, nhìn rõ nhất từ trên bản đồ là một hào nước xung quanh thành theo kiến trúc thành xưa.
- Lũy Thầy: Được xây dựng vào thời kì Trịnh Nguyễn phân tranh. Do chúa Nguyễn Phúc Nguyên ra lệnh cho tổng đốc Đào Duy Từ xây dựng nhằm bảo vệ biên giới Đàng Trong của nhà Nguyễn. Thành được đắp bằng đất có chiều dài 8 km bao quanh thành Đồng Hới. Nay có thể nhìn thấy lũy Thầy từ đường Quách Xuân Kỳ và phía Tây phường Phú Hải, đoạn đê này giờ có tên đường là Trương Định, thành phố Đồng Hới.
- Nhà thờ Tam Tòa, được xây năm 1886. Hàn Mặc Tử đã được rửa tội ở đây vào năm 1912 với tên thánh là Franois Nguyễn Trọng Trí). Trong 8 năm từ 1964 đến 1972, không quân Mỹ đã ném bom miền Bắc Việt Nam, nhà thờ Tam Toà cũng bị bom đánh sập chỉ còn lại tháp chuông. Nhà thờ Tam Tòa, tháp nước, cây đa Hải Đình, là những điểm dùng để định vị thị xã từ trên cao nên vẫn còn sau các cuộc đánh bom của quân mỹ, còn lại thị xã Đồng Hới bị san phẳng.[33]
- Thành phố còn có Bệnh viện Cuba - Đồng Hới do Chính phủ Cuba tặng sau năm 1975.

## Du lịch

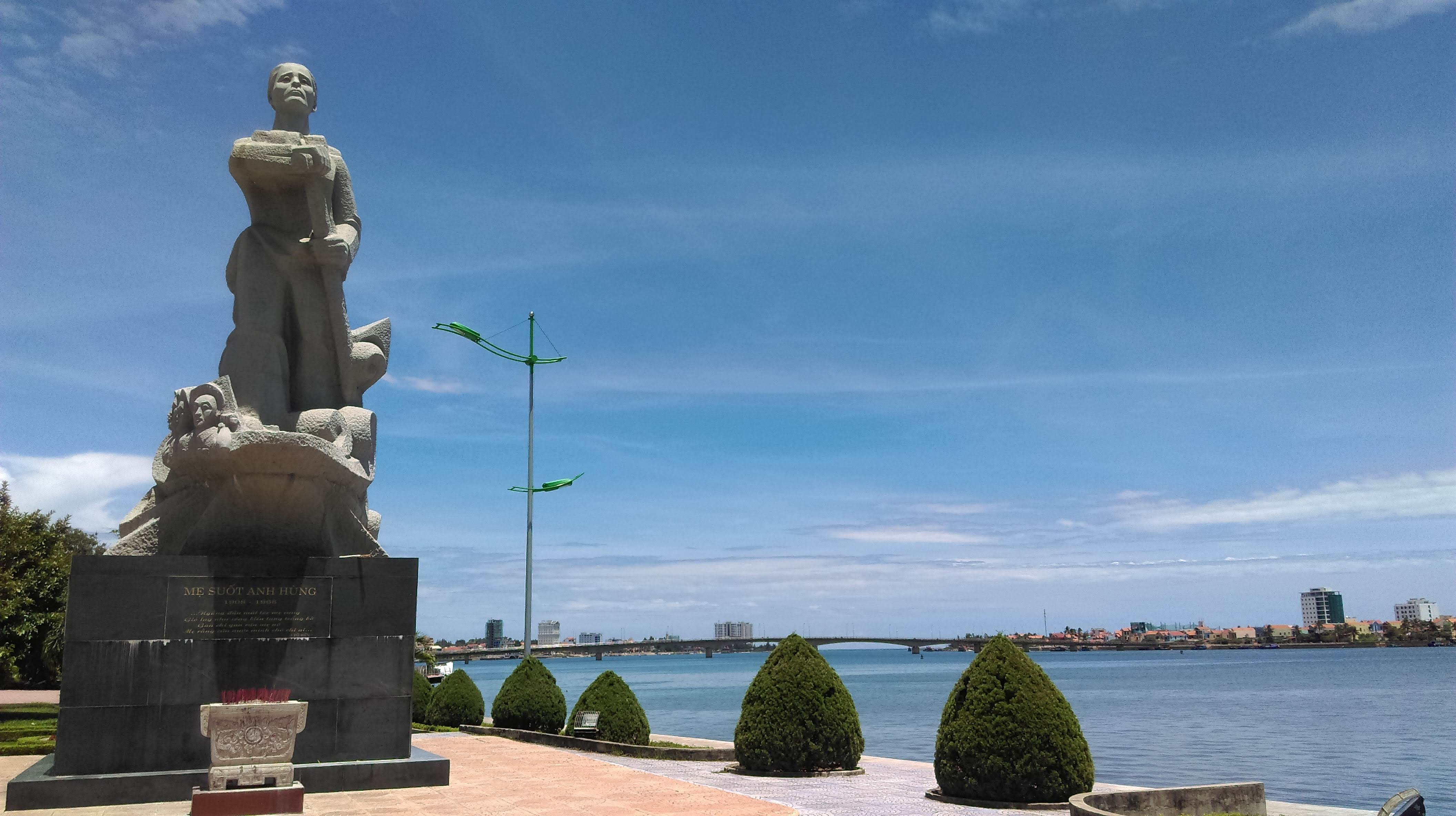
Tượng Mẹ Suốt bên sông Nhật Lệ, phường Hải Đình

Thành phố Đồng Hới là nơi nghỉ ngơi của du khách đến tham quan di sản thế giới: Vườn Quốc gia Phong Nha - Kẻ Bàng; tắm biển tại Bãi biển Nhật Lệ, Đá Nhảy; suối nước khoáng Bang; khu nghỉ mát SunSpa Resort tại thôn Mỹ Cảnh, xã Bảo Ninh. Ẩm thực chủ yếu: Các món ăn hải sản, khu du lịch SunSpa phục vụ thực khách đủ các món Âu - Á. Bảo tàng chiến tranh tại xã Nghĩa Ninh. Thành phố có 140 khách sạn và nhà khách các loại. Năm 2014, lượng du khách đến tham quan đạt gần 1.000.000 người. Giai đoạn 2015 - 2020 quyết tâm đưa du lịch thành phố Đồng Hới nói riêng và tỉnh Quảng Bình nói chung thành trung tâm du lịch hàng đầu cả nước và khu vực châu Á. Bãi biển Nhật Lệ được bình chọn là một trong 10 bãi biển hấp dẫn nhất Việt Nam năm 2014. Thành phố hiện nay đang đầu tư hàng loạt sân golf lớn mang tầm cỡ quốc tế, trong đó dự án tổ hợp 10 sân golf nằm trên diện tích 1900 héc ta với tổng mức đầu tư hơn 8500 tỷ đồng của tập đoàn FLC, đây là tổ hợp sân golf lớn thứ 2 thế giới sau chuỗi sân golf ở Hải Nam, Trung Quốc và hiện đại bậc nhất. Đây sẽ là kinh đô sân golf của Việt Nam, chuyên tổ chức các giải quốc tế, thu hút một lượng khách du lịch rất lớn. Dự án 10 sân golf và quần thể resort nằm ở thành phố Đồng Hới và các huyện Lệ Thủy, Quảng Ninh được khởi công xây dựng ngày 26 tháng 4 năm 2016 và hoàn thành giai đoạn 1 vào tháng 11 năm 2016, khai trương cho golf thủ vào đầu năm 2017.
Ngoài ra, Quảng Bình còn nổi tiếng với những món đặc sản làm nức lòng người dân du lịch như cháo bánh canh, bánh bèo, bánh lọc và các loại hải sản.

## Giao thông

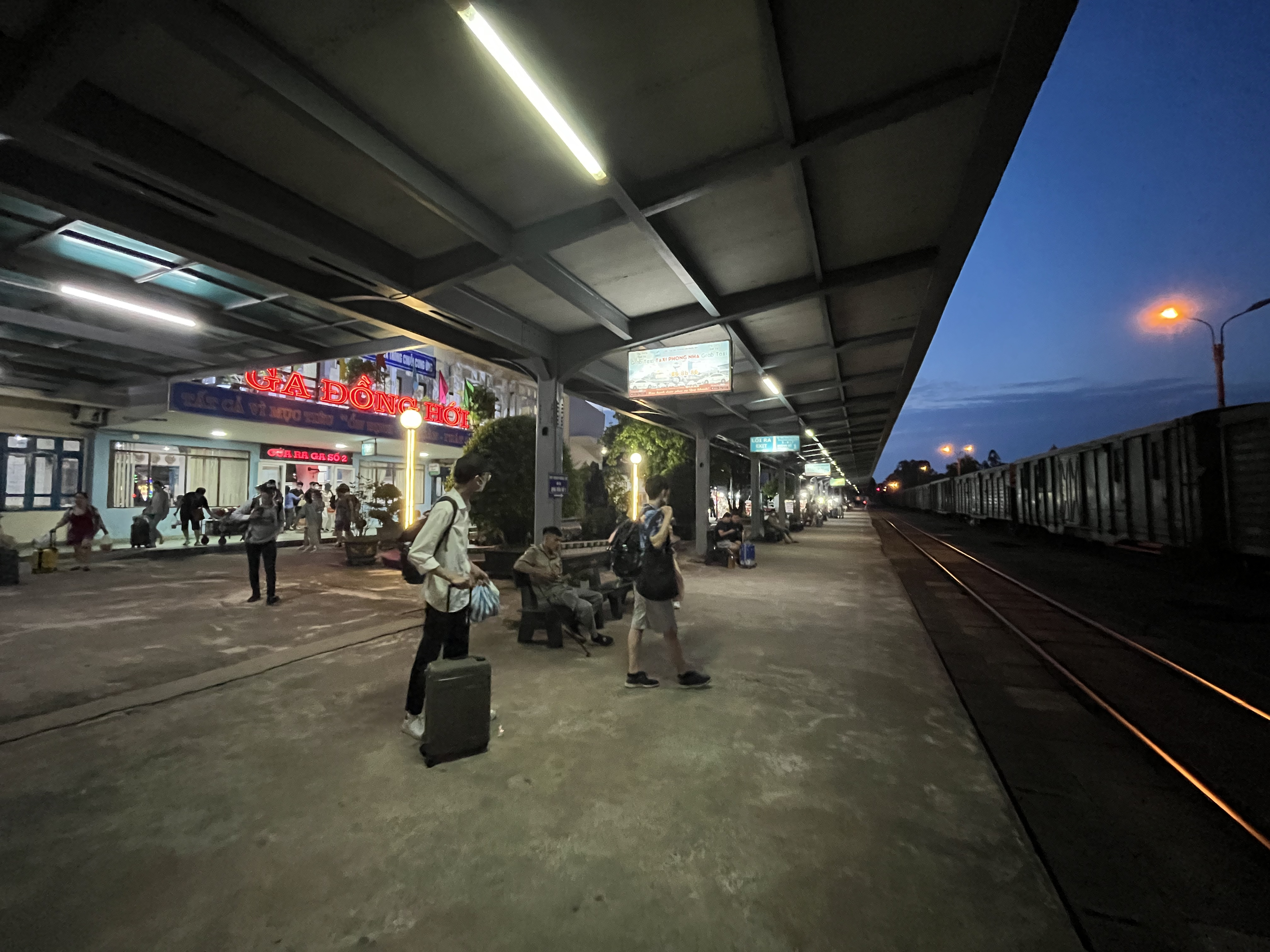
Ga đường sắt Đồng Hới

Đồng Hới là nơi có các tuyến đường bộ, đường sắt, đường thủy và đường hàng không.
- Đường bộ:

 Quốc lộ 9E,  Quốc lộ 1,  và đường Hồ Chí Minh. Để tăng cường an toàn giao thông và tốc độ lưu thông, một đường tránh đã được xây dựng. Đường tránh này có 4 làn xe, 2 làn gom dân sinh và dài 23 km. 
Đây cũng là địa phương có dự án ,  Đường cao tốc Bùng – Vạn Ninh đi qua đang được xây dựng.
- Đường sắt: theo đường sắt Bắc Nam tại ga Đồng Hới, cách ga Hàng Cỏ 522 km về phía nam. Ga Đồng Hới là một trong tám ga chính của cả nước,với số lượng hành khách lớn.
- Đường thủy: cảng Nhật Lệ cách Cảng Hòn La (50 km phía bắc Đồng Hới), nằm trong khu kinh tế Hòn La[36].
- Đường hàng không: sân bay Đồng Hới được khánh thành ngày 19/05/2008 với năng lực sân bay: 500.000 hành khách/năm

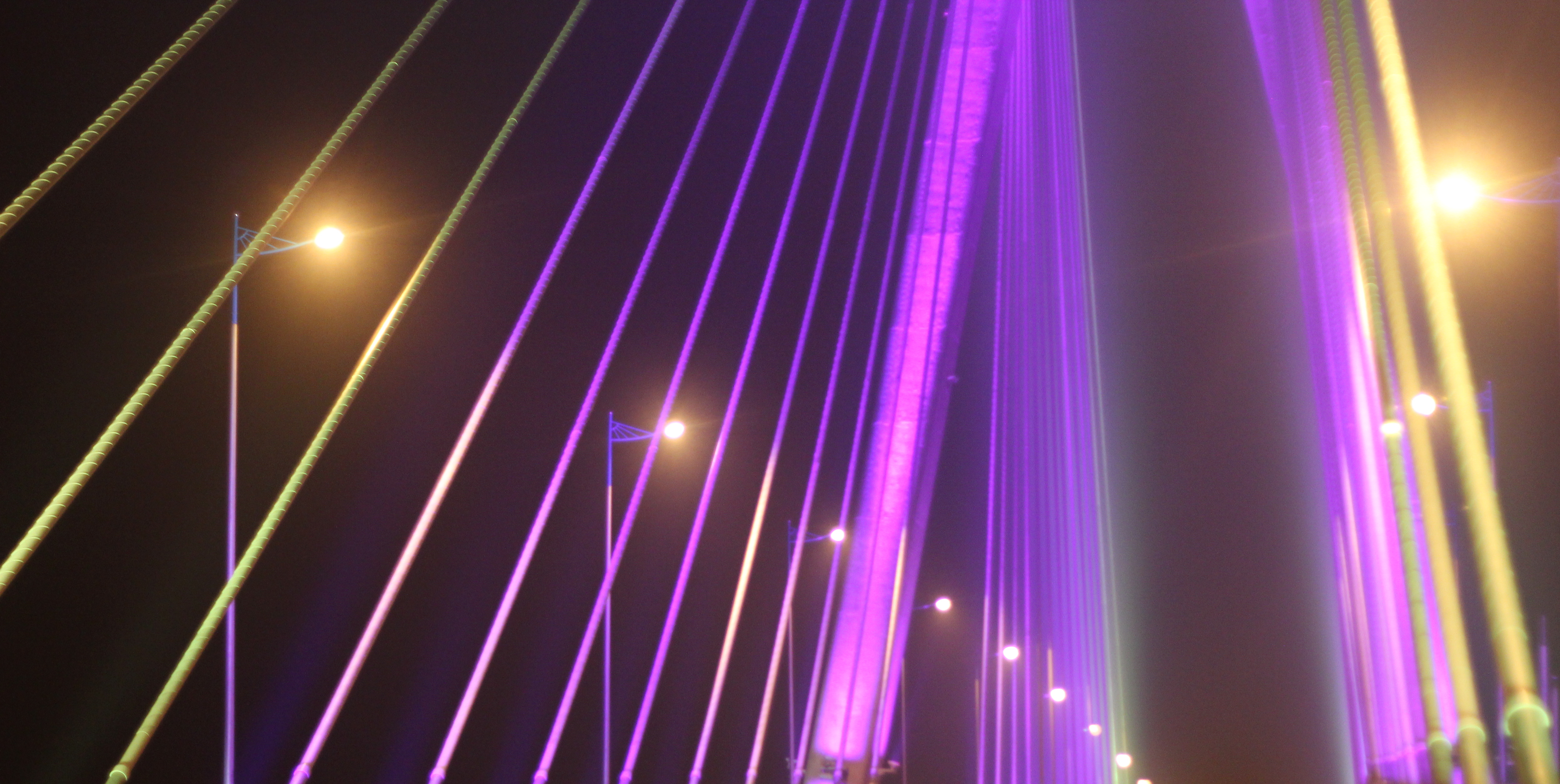
Cầu Nhật Lệ 2 về đêm.

### Các tuyến đường bộ lớn
- Quang Trung, Lý Thường Kiệt, Lý Thánh Tông (Quốc lộ 1)
- Đường tránh TP Đồng Hới
- Trần Hưng Đạo
- Nguyễn Hữu Cảnh
- Phạm Văn Đồng
- Võ Nguyên Giáp
- Hữu Nghị
- Lê Lợi
- Đường Hồ Chí Minh

### Mốc thời gian khai thác sân bay Đồng Hới

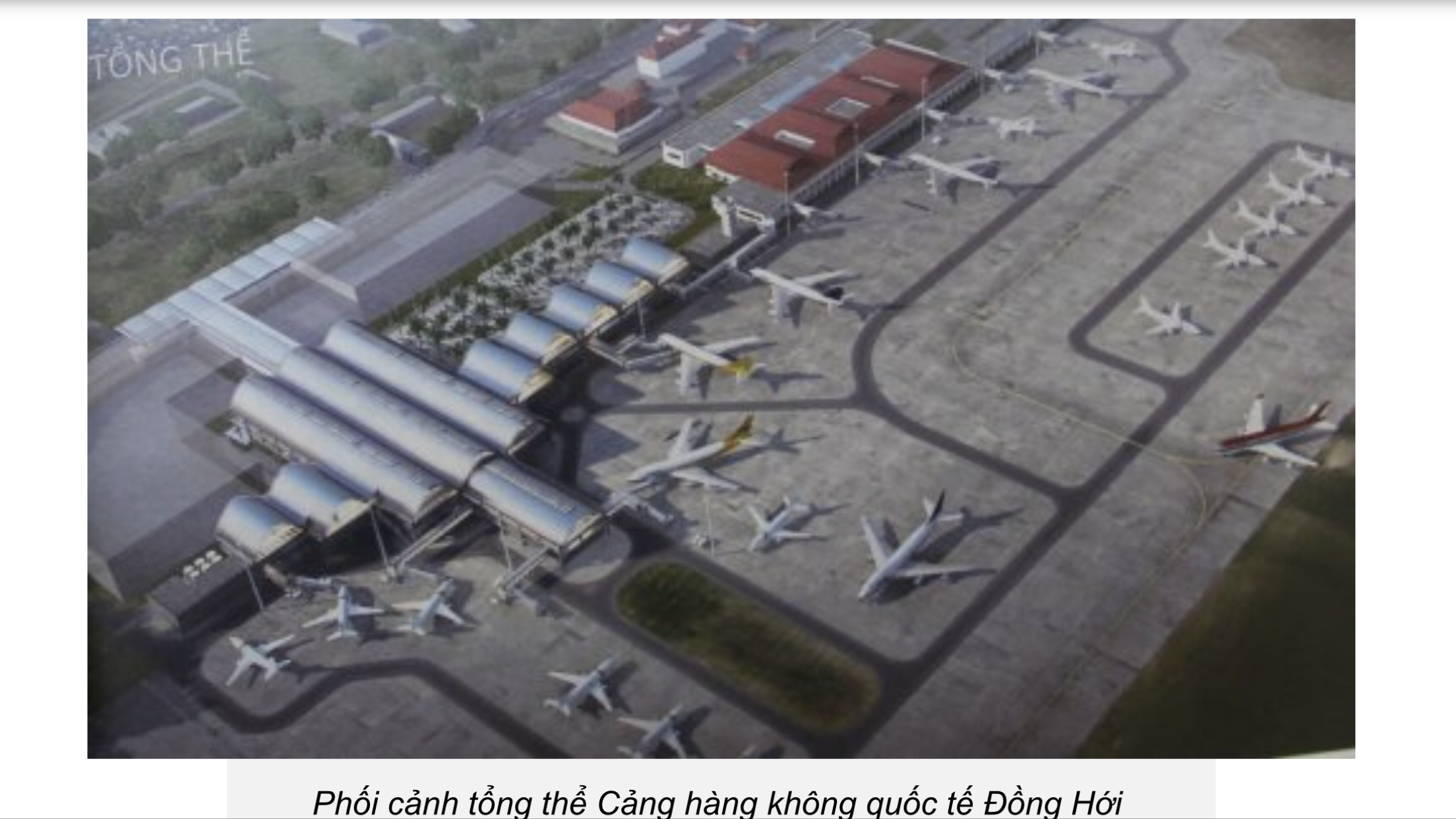
Phối cảnh dự án nâng cấp sân bay Đồng Hới, triển khai từ quý 4 năm 2018 và hoàn thành từ quý 2 năm 2020.

- Tháng 6 năm 2009, tuyến bay nối Sân bay quốc tế Nội Bài ở Hà Nội [38].
- Từ ngày 1 tháng 7 năm 2009, có thêm tuyến bay nối với Sân bay quốc tế Tân Sơn Nhất (Thành phố Hồ Chí Minh) của Vietnam Airlines.[39].
- Ngày 01/2/2015, Hãng hàng không Jetstar Pacific Airlines khai trương đường bay giữa Đồng Hới – Thành phố Hồ Chí Minh bằng tàu bay A321.
- Ngày 10/5/2015, Hãng hàng không VietJet khai trương đường bay từ TP Hồ Chí Minh đến TP Đồng Hới.
- Từ 26/3/2017, Vasco sẽ khai thác đường bay Hà Nội - Đồng Hới với tần suất 7 chuyến/tuần bằng tàu bay ATR72
- Ngày 29-4-2017, Hãng hàng không Jetstar Pacific khai trương đường bay Hải Phòng đi Quảng Bình và ngược lại bằng máy bay Airbus A320.
- Ngày 01/6/2017, Vietjet nay mở đường bay giá rẻ Hà Nội – Đồng Hới
- Ngày 11-8-2017, Jetstar Pacific cũng khai trương đường bay quốc tế đầu tiên Đồng Hới (Quảng Bình) - Chiang Mai (Thái lan)
- Kể từ tháng 10, Jetstar Pacific thông báo tạm dừng đường bay Đồng Hới - Cát Bi do thời kỳ thấp điểm về du lịch của các địa phương
- Năm 2018, Tập đoàn FLC đã đề xuất thực hiện dự án đầu tư nâng cấp mở rộng sân bay Đồng Hới. Dự án đầu tư nâng cấp sân bay này sẽ được tiến hành từ quý 4/2018 và hoàn thành công tác nâng cấp vào năm 2020, lúc đó đường băng sân bay này sẽ đạt cấp 4E với chiều dài 3.600m và chiều rộng 45 m, có thể phục vụ các loại tàu bay dân dụng lớn nhất như A350, Boeing 787 Dreamliner, với hai nhà ga (quốc tế và nội địa), tổng công suất thiết kế 10 triệu lượt khách/năm.[37] Sau khi hoàn thành nâng cấp, sẽ có nhiều tuyến bay nội địa và quốc tế sẽ được mở tại sân bay này.

## Danh nhân
- Thi sĩ Hàn Mặc Tử
- Giám mục Giuse Võ Đức Minh